# José Daniel Martínez López
José Daniel Martínez López (Torrevieja, 22 de enero de 1992) es un deportista español que compite en remo.
Ganó una medalla de plata en el Campeonato Mundial de Remo en Sala de 2023, en la prueba de ligero 500 m.
Estudió el máster de Formación del Profesorado en la Universidad Isabel I.

## Palmarés internacional
| Campeonato Mundial | Campeonato Mundial   | Campeonato Mundial | Campeonato Mundial |
| Año                | Lugar                | Medalla            | Prueba             |
| ------------------ | -------------------- | ------------------ | ------------------ |
| 2023               | Mississauga (Canadá) | Medalla de plata   | Ligero 500 m       |